# Museo Arqueológico Nacional (Aruba)
El Museo Arqueológico Nacional (en papiamento también conocido como: Museo Arqueológico Nacional Aruba) es como su nombre lo indica un museo de arqueología en la ciudad de Oranjestad la capital de la isla caribeña de Aruba un territorio organizado como país autónomo del Reino de los Países Bajos. Las colecciones abarca desde 2500 aC hasta el siglo XIX.
En 1981, se inauguró el Museo Arqueológico de Aruba. En 2009, el museo se había trasladado a una nueva ubicación y fue reabierto como el Museo Arqueológico Nacional de Aruba. 
El museo cuenta con una colección de más de 10.000 artefactos de la época histórica más antigua de la isla.
Posee una exposición permanente y completa de 580 m² con artefactos de la historia nativa de Aruba que contiene elementos precoloniales.